# Macutula
Macutula là một chi nhện trong họ Salticidae.